# Dr. Martens
Dr. Martens, je britanska kompanija koja proizvodi svjetski popularnu obuću Dr. Martens (zvane i marte, martensice ili doc martens), a koju je izumio njemački liječnik Klaus Märtens. Kompanija danas, osim proizvodnje obuće, koja dolazi na tržište u različitim vrstama po šiframa, različitih boja, oblika i vrsta materijala izrade, u ponudi ima i široki asortiman dodataka i proizvoda za održavanje obuće. Uobičajena podjela obuće Dr. Martens je po broju rupica za vezice, boji kože, s ili bez čelične kapice u prednjem dijelu obuće.

## Povijest
Kläus Märtens bio je liječnik u njemačkoj vojsci tijekom  Drugog svjetskog rata te je po samom završetku istog, 1945. godine tijekom dopusta na skijanju iščašio gležanj. Budući da mu zbog ozljede standardne vojničke čizme nisu bile udobne, omekšao im je kožu, a u potplate upuhao zrak. Kasnije je napravio potpuno nove čizme od kože, te s gumenim potplatama.
Godine 1947. je zajedno s Herbertom Funckom pokrenuo njihovu proizvodnju u Seeshauptu, te su ih u početku najviše kupovale kućanice. Kako se posao širio, 1952. preselili su proizvodnju u München, a 1959. godine počeli su ih izvoziti na međunarodno tržište. U Veliku Britaniju patent je prenio R. Griggs, koji je malo preoblikovao petu, te dodao prepoznatljivi žuti šav. Ubrzo su postale veoma popularne među radnicima, poštarima i policajcima, a krajem 1970-ih počinju ih nositi skinheadsi te poklonici Punk, New wave i Gothic rock supkulture. Ova obuća doživljava svoj procvat krajem 1980-tih godina kada su ih popularizirali mnogi glazbeni sastavi tog vremena poput Nirvane, Depeche Modea, Oasisa, Blura, Red Hot Chili Peppersa i drugih. Prvi put u Hrvatskoj pojavljuju se početkom 1990-tih u nekadašnjem popularnom zagrebačkom dućanu Super Stuff. Od 2003. godine većina proizvodnje preseljena je u Kinu i Tajland međutim dio proizvodnje odvija se i u Velikoj Britaniji.

## Galerija
- Crvene i crne marte
- Marte s cvjetnim uzorkom
- Marte različitih boja i visina
- Karakteristični žuti šavovi

## Vanjske poveznice
- Službena stranica